# جورج مارش (لاعب كرة قدم)
جورج مارش (بالإنجليزية: George Marsh)‏ هو لاعب كرة قدم بريطاني، ولد في 5 نوفمبر 1998 في Pembury ‏ في المملكة المتحدة. لعب مع توتنهام هوتسبير.